# Lucyna Mieroszewska
Lucyna Mieroszewska lub Lucyna Miroszowska (ur. 1818, zm. 22 lipca 1893 w Krakowie) – polska pisarka pedagogiczna akcentująca znaczenie katolicyzmu, tercjanka zakonu św. Franciszka, działaczka niepodległościowa.

## Rodzina
Ojciec Jacek Piotr Miroszowski, matka Barbara de domo Wilczek, siostry Antonina i Helena.

## Działalność
W czasie powstania krakowskiego i Wiosny Ludów niosła pomoc więźniom, rannym i emigrantom. W czasie powstania styczniowego była kurierką przewożącą za granicę cenne dokumenty dotyczące Kościoła katolickiego.

## Publikacje
- Albo katolicyzm, albo dzicz pogańska. Rzut oka na stan Europy z powodu wojny wschodniej, przetłumaczona z języka francuskiego; Paryż 1855 r.
- Mała książeczka dla małych dzieci; Kraków 1851 r.
- Marynia – czyli przygotowanie dzieci do pierwszej Komunii; Warszawa 1854 r.
- Nauka czytania ułatwiona. Nowy elementarz dla szkółek i ochron polskich; Warszawa 1863 r.
- Rady praktyczne o początkowym wychowaniu dzieci. Epoka od 1-go do 5-go roku; Warszawa 1856[4]